# William Knight (martyr)
Pour les articles homonymes, voir William Knight et Knight.
William Knight, né dans le district de Selby en 1572 et mort à York le 29 novembre 1596 est un laïc martyr catholique anglais sous le règne d'Elizabeth Ire. 

## Biographie
William Knight est issu d'une famille passée à l'Anglicanisme. Lui-même se serait secrètement converti au catholicisme. Nous sommes alors sous le règne d'Élisabeth Ire d'Angleterre, période de persécutions anti-catholiques sévères. Il est trahi par un de ses oncles, semble-t-il trop heureux de pouvoir le faire condamner et conserver la part d'héritage qu'il était venu lui réclamer.
Dans sa prison de York où il est interné il retrouve deux autres hommes George Errington et William Gibson aussi arrêtés pour avoir être catholique et avoir "aidé des prêtres". Les charges retenues contre lui étant légères il est finalement condamné à mort piégé par un ministre anglican qui l'accuse d'avoir tenté de le persuader de devenir catholique. Il subit le supplice réservé aux traîtres à savoir pendaison, éviscération et écartèlement.

## Vénération
Déclaré bienheureux par Jean-Paul II en 1987 William Knight fut l'un des quatre-vingt-cinq Quatre-vingt-cinq martyrs d'Angleterre et de Galles béatifiés par ce dernier. Il est fêté le 29 novembre.